# Betty Nuthall

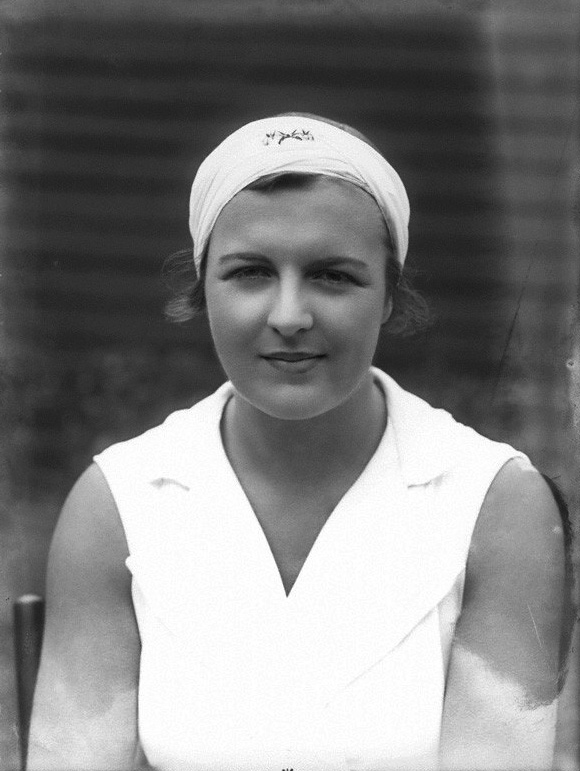
Betty Nuthall (1932)

Betty May Nuthall Shoemaker (* 23. Mai 1911 in Surbiton, England; † 8. November 1983 in New York, Vereinigte Staaten) war eine englische Tennisspielerin.
Sie war die erste Nicht-US-Amerikanerin, die die amerikanischen Meisterschaften gewann. Unterlag sie 1927 als 16-Jährige noch Helen Wills, gewann sie 1930 den Titel. Im Jahr 1931 gewann sie bei den französischen Meisterschaften gegen Hilde Krahwinkel im Halbfinale, unterlag dann aber im Finale Cilly Aussem.